# Les Misérables (2012)
Les Misérables är en brittisk musikalfilm från 2012 i regi av Tom Hooper. Filmen är baserad på musikalen med samma namn som i sin tur är baserad på Victor Hugos roman Samhällets olycksbarn från 1862. Manuset är skrivet av William Nicholson, Alain Boublil, Claude-Michel Schönberg och Herbert Kretzmer och i de ledande rollerna finns Hugh Jackman, Anne Hathaway, Russell Crowe och Amanda Seyfried.
Filmen har nominerats till fyra Golden Globes och åtta Oscars, bland annat i kategorin Bästa film. Vid Oscarsgalan 2013 vann den sedan tre priser, och bland annat vann Anne Hathaway pris för Bästa kvinnliga biroll.

## Roller
- Hugh Jackman – Jean Valjean
- Russell Crowe – Javert
- Anne Hathaway – Fantine
- Amanda Seyfried – Cosette
- Eddie Redmayne – Marius Pontmercy
- Samantha Barks – Éponine
- Helena Bonham Carter – Madame Thénardier
- Sacha Baron Cohen – Thénardier
- Isabelle Allen – Cosette som ung
- Natalya Wallace – Éponine som ung
- Heather Chasen – Madame Magloire
- Georgie Glen – Madame Baptistine
- Aaron Tveit - Enjolras